# Idrettsklubben Start 2002
Questa voce raccoglie le informazioni riguardanti l'Idrettsklubben Start nelle competizioni ufficiali della stagione 2002.

## Stagione
Lo Start chiuse la stagione all'ultimo posto in classifica, retrocedendo così nella 1. divisjon. L'avventura nella Coppa di Norvegia 2002 terminò invece al quarto turno, con l'eliminazione per mano dell'Odd Grenland. Nel corso dell'annata, lo Start cambiò il proprio allenatore, sostituendo Jan Halvor Halvorsen con Guðjón Þórðarson. Kristofer Hæstad fu il calciatore più utilizzato in stagione, con le sue 29 presenze (25 in campionato, 4 in coppa), mentre Morten Knutsen e Terje Leonardsen furono i migliori marcatori con 6 reti ciascuno (per entrambi, 4 di queste arrivarono in campionato e 2 in coppa).

## Maglie e sponsor
Lo sponsor tecnico per la stagione 2002 fu Umbro, mentre lo sponsor ufficiale fu LOS. La divisa casalinga prevedeva una maglietta gialla con inserti neri, pantaloncini neri e calzettoni gialli.
| Casa |

## Rosa
| N. |                      | Ruolo | Calciatore            |
| -- | -------------------- | ----- | --------------------- |
| 1  | Norvegia (bandiera)  | P     | Rune Nilssen          |
| 2  | Finlandia (bandiera) | D     | Jukka Hakala          |
| 3  | Norvegia (bandiera)  | D     | Preben Gundersen      |
| 4  | Norvegia (bandiera)  | D     | Steinar Pedersen      |
| 5  | Norvegia (bandiera)  | C     | Tom Berhus            |
| 6  | Danimarca (bandiera) | A     | Morten Larsen         |
| 7  | Norvegia (bandiera)  | C     | Fredrik Strømstad     |
| 8  | Islanda (bandiera)   | A     | Guðni Rúnar Helgason  |
| 8  | Norvegia (bandiera)  | A     | Terje Leonardsen      |
| 9  | Italia (bandiera)    | A     | Arnold Schwellensattl |
| 9  | Lituania (bandiera)  | A     | Ričardas Beniušis     |
| 10 | Lituania (bandiera)  | C     | Donatas Vencevičius   |
| 11 | Finlandia (bandiera) | C     | Kimmo Tauriainen      |
| 12 | Norvegia (bandiera)  | P     | Dag Tore Fredriksen   |
| 13 | Norvegia (bandiera)  | D     | Ole Sørensen          |

| N. |                     | Ruolo | Calciatore       |
| -- | ------------------- | ----- | ---------------- |
| 13 | Norvegia (bandiera) | C     | Harald Haugland  |
| 14 | Norvegia (bandiera) | D     | Helge Bjønsaas   |
| 16 | Norvegia (bandiera) | C     | Ousman Nyan      |
| 17 | Norvegia (bandiera) | D     | Lars Engedal     |
| 17 | Norvegia (bandiera) | A     | Fredrik Jacobsen |
| 18 | Norvegia (bandiera) | C     | Bjørn Kleiven    |
| 18 | Kenya (bandiera)    | C     | Evans Nyabaro    |
| 19 | Norvegia (bandiera) | A     | Morten Knutsen   |
| 19 | Norvegia (bandiera) | A     | Kjetil Bøe       |
| 20 | Scozia (bandiera)   | C     | Lee Robertson    |
| 21 | Norvegia (bandiera) | D     | Marius Johnsen   |
| 22 | Svezia (bandiera)   | P     | Dime Jankulovski |
| 23 | Norvegia (bandiera) | C     | Kristofer Hæstad |
| 24 | Norvegia (bandiera) | D     | William Aligo    |

## Calciomercato

### Sessione invernale(dal 01/01 al 31/03)
| Acquisti | Acquisti            | Acquisti       | Acquisti   |
| R.       | Nome                | da             | Modalità   |
| -------- | ------------------- | -------------- | ---------- |
| P        | Dime Jankulovski    | AIK            | definitivo |
| D        | Jukka Hakala        | Silkeborg      | definitivo |
| D        | Marius Johnsen      | Vigør          | definitivo |
| D        | Steinar Pedersen    | IFK Göteborg   | definitivo |
| C        | Donatas Vencevičius | Copenaghen     | definitivo |
| A        | Ričardas Beniušis   | Inkaras Kaunas | definitivo |
| A        | Morten Knutsen      | Rosenborg      | prestito   |
| A        | Morten Larsen       | Aalborg        | prestito   |

| Cessioni | Cessioni             | Cessioni          | Cessioni   |
| R.       | Nome                 | a                 | Modalità   |
| -------- | -------------------- | ----------------- | ---------- |
| P        | Thomas Gill          | FK Arendal        | definitivo |
| D        | Andreas Evjen        |                   | ritiro     |
| D        | Tom Reidar Haraldsen | Oslo Øst          | definitivo |
| D        | Sven Kloster         |                   | ritiro     |
| D        | Marek Lemsalu        | Bryne             | definitivo |
| D        | Roger Risholt        | Fredrikstad       | definitivo |
| C        | Raymond Hofstædter   | FK Arendal        | definitivo |
| C        | Harald Lødemel       | Raufoss           | definitivo |
| C        | Stian Ohr            | Vålerenga         | definitivo |
| A        | Terje Ellingsen      |                   | ritiro     |
| A        | Trond Nordseth       | Romerike          | definitivo |
| A        | Henrik Nyhus         | Mandalskameratene | definitivo |
| A        | Andreas Ottosson     | Öster             | definitivo |

### Sessione estiva(dal 01/08 al 31/08)
| Acquisti | Acquisti              | Acquisti | Acquisti   |
| R.       | Nome                  | da       | Modalità   |
| -------- | --------------------- | -------- | ---------- |
| C        | Guðni Rúnar Helgason  | Valur    | prestito   |
| A        | Arnold Schwellensattl | Südtirol | definitivo |

| Cessioni | Cessioni          | Cessioni       | Cessioni      |
| R.       | Nome              | a              | Modalità      |
| -------- | ----------------- | -------------- | ------------- |
| C        | Ousman Nyan       | Ajaccio        | definitivo    |
| C        | Fredrik Strømstad | Bærum          | prestito      |
| A        | Ričardas Beniušis | Inkaras Kaunas | definitivo    |
| A        | Morten Larsen     | Aalborg        | fine prestito |
| A        | Terje Leonardsen  | Sandefjord     | prestito      |

## Risultati

### Girone di andata
| Arbitro: | Skjerven (Kaupanger) |

|                |           |          |
| Tauriainen 85’ | Marcatori | 48’ Sand |

| Sogndal 21 aprile 2002, ore 18:00 2ª giornata | Sogndal           | 0 – 0 referto | Start | Fosshaugane Campus (2.431 spett.)\| Arbitro: \| Alseth (Stjørdal) \| |
| Arbitro:                                      | Alseth (Stjørdal) |               |       |                                                                      |

| Arbitro: | Pedersen |

|                     |           |                        |
| Leonardsen 66’, 80’ | Marcatori | 3’ Knarvik 81’ Jonsson |

| Arbitro: | Hauge (Bergen) |

|                           |           |  |
| Flindt-Bjerg 17’ Wiig 64’ | Marcatori |  |

| Arbitro: | Skjervold (Skatval) |

|               |           |             |
| Strømstad 78’ | Marcatori | 48’ Tihinen |

| Arbitro: | Staberg (Harstad) |

|             |           |  |
| Sundgot 90’ | Marcatori |  |

| Arbitro: | Kvam (Trondheim) |

|  |           |                                |
|  | Marcatori | 19’ Kristoffersen 45’ Kihlberg |

| Arbitro: | Skjerven (Kaupanger) |

|                                             |           |                             |
| Karadas 20’ Brattbakk 29’, 73’ Hornseth 70’ | Marcatori | 47’ Beniušis 57’ Tauriainen |

| Arbitro: | Berntsen (Vang) |

|  |           |                                                 |
|  | Marcatori | 39’ (rig.), 56’ Lindbæk 66’ Hestad 86’ Fjørtoft |

| Arbitro: | Krokdal |

|  |           |                              |
|  | Marcatori | 16’ Strømstad 68’ Leonardsen |

| Arbitro: | Gravdal |

|                                         |           |             |
| Gallo 2’ (rig.), 87’ (rig.) Olofsson 8’ | Marcatori | 51’ Knutsen |

| Arbitro: | Krokdal |

|                        |           |                                                                          |
| Nyan 27’ Gundersen 44’ | Marcatori | 4’, 21’ Grahn 12’, 13’ Hanssen 69’ Krogstad 73’ (rig.) Rekdal 86’ Heiaas |

| Arbitro: | Øvrebø (Oslo) |

|                          |           |  |
| Sæternes 22’ C. Berg 55’ | Marcatori |  |

### Girone di ritorno
| Arbitro: | Staberg (Harstad) |

|                                                       |           |                              |
| Finstad 4’, 35’ Holter 6’ (rig.) Guðmundsson 30’, 72’ | Marcatori | 55’ Tauriainen 84’ Gundersen |

| Arbitro: | Staberg (Harstad) |

|  |           |                                 |
|  | Marcatori | 16’, 22’ Flo 67’ (rig.) Bolseth |

| Arbitro: | Øvrebø (Oslo) |

|                              |           |            |
| Solís 62’, 90’ Hanstveit 86’ | Marcatori | 73’ Hæstad |

| Arbitro: | Berntsen (Vang) |

|                           |           |  |
| Knutsen 4’ Leonardsen 80’ | Marcatori |  |

| Arbitro: | Øvrebø (Oslo) |

|                                                        |           |            |
| Berland 26’ Fuglestad 33’ Kopteff 81’ (rig.) Sørli 90’ | Marcatori | 83’ Hæstad |

| Arbitro: | Skjervold (Skatval) |

|                             |           |                                 |
| Vencevičius 13’ Knutsen 50’ | Marcatori | 70’ Berntsen 90’ (aut.) Engedal |

| Arbitro: | Skjerven (Kaupanger) |

|                                                                  |           |  |
| Daðason 40’, 50’, 52’ Einarsson 45’ Halle 74’ Birkeland 75’, 80’ | Marcatori |  |

| Arbitro: | Berntsen (Vang) |

|             |           |                           |
| Knutsen 81’ | Marcatori | 88’ Karadas 89’ Brattbakk |

| Arbitro: | Gravdal |

|                          |           |  |
| Hulsker 45’ Carlsson 74’ | Marcatori |  |

| Arbitro: | Krokdal |

|                |           |                                                       |
| Tauriainen 90’ | Marcatori | 7’, 52’ Storflor 54’, 68’ Kristiansen 65’, 89’ Brenne |

| Arbitro: | Hauge (Bergen) |

|  |           |                        |
|  | Marcatori | 67’ Braut 80’ Pavlovic |

| Arbitro: | Pedersen |

|                                              |           |  |
| Grahn 27’ Kah 41’ Belsvik 51’ dos Santos 82’ | Marcatori |  |

| Arbitro: | Skjerven (Kaupanger) |

|  |           |                                    |
|  | Marcatori | 32’ Hansen 59’ Bjørkan 68’ R. Berg |

### Coppa di Norvegia
| Arendal 29 maggio 2002, ore 19:00 Primo turno                                                | FK Arendal | 1 – 3 referto                              | Start | Bjønnes Stadion |
| \| \| \| \| \| Svenningsen 59’ \| Marcatori \| 30’ Leonardsen 73’ Vencevičius 86’ Johnsen \| |            |                                            |       |                 |
|                                                                                              |            |                                            |       |                 |
| Svenningsen 59’                                                                              | Marcatori  | 30’ Leonardsen 73’ Vencevičius 86’ Johnsen |       |                 |

| Arbitro: | Vik |

|                             |           |                                |
| Halvorsen 21’ Henriksen 90’ | Marcatori | 17’ Knutsen 90’, 117’ Beniušis |

| Arbitro: | Sandmoen (Kjelsås) |

|                 |           |  |
| Leonardsen 109’ | Marcatori |  |

| Arbitro: | Ditlefsen |

|                                                |           |             |
| Deila 23’ (rig.) Wiig 45’ Fevang 59’ Solli 89’ | Marcatori | 12’ Knutsen |

## Statistiche

### Statistiche di squadra
| Competizione      | Punti | In casa | In casa | In casa | In casa | In casa | In casa | In trasferta | In trasferta | In trasferta | In trasferta | In trasferta | In trasferta | Totale | Totale | Totale | Totale | Totale | Totale | DR  |
| Competizione      | Punti | G       | V       | N       | P       | Gf      | Gs      | G            | V            | N            | P            | Gf           | Gs           | G      | V      | N      | P      | Gf     | Gs     | DR  |
| ----------------- | ----- | ------- | ------- | ------- | ------- | ------- | ------- | ------------ | ------------ | ------------ | ------------ | ------------ | ------------ | ------ | ------ | ------ | ------ | ------ | ------ | --- |
| Eliteserien       | 11    | 13      | 1       | 4       | 8       | 12      | 35      | 13           | 1            | 1            | 11           | 9            | 37           | 26     | 2      | 5      | 19     | 21     | 72     | -51 |
| Coppa di Norvegia | -     | 1       | 1       | 0       | 0       | 1       | 0       | 3            | 2            | 0            | 1            | 7            | 7            | 4      | 3      | 0      | 1      | 8      | 7      | +1  |
| Totale            | -     | 14      | 2       | 4       | 8       | 13      | 35      | 16           | 3            | 1            | 12           | 16           | 44           | 30     | 5      | 5      | 20     | 29     | 79     | -50 |

### Statistiche dei giocatori
| Giocatore         | Eliteserien | Eliteserien | Eliteserien | Eliteserien | Coppa di Norvegia | Coppa di Norvegia | Coppa di Norvegia | Coppa di Norvegia | Totale   | Totale | Totale      | Totale     |
| Giocatore         | Presenze    | Reti        | Ammonizioni | Espulsioni  | Presenze          | Reti              | Ammonizioni       | Espulsioni        | Presenze | Reti   | Ammonizioni | Espulsioni |
| ----------------- | ----------- | ----------- | ----------- | ----------- | ----------------- | ----------------- | ----------------- | ----------------- | -------- | ------ | ----------- | ---------- |
| W. Aligo          | 1           | 0           | 0           | 0           | 0                 | 0                 | 0                 | 0                 | 1        | 0      | 0           | 0          |
| R. Beniušis       | 9           | 1           | 0           | 0           | 3                 | 2                 | 1                 | 0                 | 12       | 3      | 1           | 0          |
| T. Berhus         | 11          | 0           | 3           | 0           | 3                 | 0                 | 0                 | 0                 | 14       | 0      | 3           | 0          |
| H. Bjønsaas       | 21          | 0           | 3           | 1           | 2                 | 0                 | 0                 | 0                 | 23       | 0      | 3           | 1          |
| K. Bøe            | 0           | 0           | 0           | 0           | 0                 | 0                 | 0                 | 0                 | 0        | 0      | 0           | 0          |
| L. Engedal        | 22          | 0           | 3           | 1           | 3                 | 0                 | 1                 | 0                 | 25       | 0      | 4           | 1          |
| D. Fredriksen     | 0           | 0           | 0           | 0           | 0                 | 0                 | 0                 | 0                 | 0        | 0      | 0           | 0          |
| P. Gundersen      | 23          | 2           | 3           | 0           | 4                 | 0                 | 0                 | 0                 | 27       | 2      | 3           | 0          |
| K. Hæstad         | 25          | 2           | 0           | 0           | 4                 | 0                 | 0                 | 0                 | 29       | 2      | 0           | 0          |
| J. Hakala         | 14          | 0           | 0           | 0           | 0                 | 0                 | 0                 | 0                 | 14       | 0      | 0           | 0          |
| H. Haugland       | 5           | 0           | 0           | 0           | 0                 | 0                 | 0                 | 0                 | 5        | 0      | 0           | 0          |
| G. Helgason       | 8           | 0           | 0           | 0           | 0                 | 0                 | 0                 | 0                 | 8        | 0      | 0           | 0          |
| F. Jacobsen       | 8           | 0           | 0           | 0           | 0                 | 0                 | 0                 | 0                 | 8        | 0      | 0           | 0          |
| D. Jankulovski    | 14          | 0           | 1           | 1           | 0                 | 0                 | 0                 | 0                 | 14       | 0      | 1           | 1          |
| M. Johnsen        | 14          | 0           | 0           | 0           | 3                 | 1                 | 1                 | 0                 | 17       | 1      | 1           | 0          |
| B. Kleiven        | 1           | 0           | 0           | 0           | 0                 | 0                 | 0                 | 0                 | 1        | 0      | 0           | 0          |
| M. Knutsen        | 19          | 4           | 0           | 0           | 3                 | 2                 | 1                 | 0                 | 22       | 6      | 1           | 0          |
| M. Larsen         | 9           | 0           | 0           | 0           | 3                 | 0                 | 0                 | 0                 | 12       | 0      | 0           | 0          |
| T. Leonardsen     | 15          | 4           | 2           | 0           | 3                 | 2                 | 2                 | 0                 | 18       | 6      | 4           | 0          |
| R. Nilssen        | 14          | 0           | 0           | 0           | 4                 | 0                 | 0                 | 0                 | 18       | 0      | 0           | 0          |
| E. Nyabaro        | 1           | 0           | 0           | 0           | 1                 | 0                 | 0                 | 0                 | 2        | 0      | 0           | 0          |
| O. Nyan           | 13          | 1           | 3           | 0           | 4                 | 0                 | 0                 | 0                 | 17       | 1      | 3           | 0          |
| S. Pedersen       | 24          | 0           | 6           | 0           | 4                 | 0                 | 0                 | 0                 | 28       | 0      | 6           | 0          |
| L. Robertson      | 10          | 0           | 0           | 0           | 1                 | 0                 | 0                 | 0                 | 11       | 0      | 0           | 0          |
| A. Schwellensattl | 5           | 0           | 0           | 0           | 0                 | 0                 | 0                 | 0                 | 5        | 0      | 0           | 0          |
| O. Sørensen       | 13          | 0           | 1           | 0           | 1                 | 0                 | 0                 | 0                 | 14       | 0      | 1           | 0          |
| F. Strømstad      | 14          | 2           | 1           | 0           | 3                 | 0                 | 1                 | 0                 | 17       | 2      | 2           | 0          |
| K. Tauriainen     | 23          | 4           | 2           | 0           | 4                 | 0                 | 0                 | 0                 | 27       | 4      | 2           | 0          |
| D. Vencevičius    | 24          | 1           | 4           | 0           | 3                 | 1                 | 2                 | 0                 | 27       | 2      | 6           | 0          |